# Кубок вызова ЕКВ среди женщин 2022/2023
15-й розыгрыш Кубка вызова ЕКВ среди женщин (50-й с учётом Кубка обладателей кубков и Кубка топ-команд) проходил с 22 ноября 2022 по 22 марта 2023 года с участием 49 команд из 29 стран-членов Европейской конфедерации волейбола. Победителем турнира стала итальянская «Реале Мутуа Фенера» (Кьери).

## Система квалификации
Места в Кубке вызова ЕКВ 2022/2023 были распределены по рейтингу ЕКВ на сезон 2022/2023, учитывающему результаты выступлений клубных команд стран-членов ЕКВ в Кубке ЕКВ и Кубке вызова ЕКВ на протяжении трёх сезонов (2018/2019—2020/2021). Согласно ему все страны-члены ЕКВ получили возможность заявить своих представителей в розыгрыш Кубка вызова. 
Страны с рейтинговыми очками, получившие возможность включить своих представителей в розыгрыш Кубка вызова ЕКВ 2022/2023 (в скобках — представительство согласно рейтингу): Румыния, Венгрия, Чехия, Швейцария, Словения, Бельгия, Греция, Финляндия, Австрия, Сербия, Хорватия, Испания, Португалия (все — по 2 команды), Турция, Франция, Италия, Германия, Россия, Польша, Словакия, Украина, Босния и Герцеговина, Белоруссия, Израиль, Болгария, Нидерланды, Косово, Латвия, Литва, Северная Македония, Дания, Люксембург, Норвегия, Албания, Черногория, Швеция, Азербайджан, Кипр (все — по одной команде). Из стран, не имеющих рейтинговых очков, заявок не поступило. Отстранены от участия в Кубке команды России и Белоруссии. Отказались от участия команды Словении, Украины, Болгарии, Косово, Северной Македонии, Албании, Швеции. Только одну команду вместо двух заявили Венгрия, Хорватия, Испания. Дополнительные места в розыгрыше получили: Швейцария (1), Греция (1), Австрия (2), Сербия (1), Израиль (1), Словакия (2), Черногория (1), Нидерланды (1), Норвегия (1).

## Команды-участницы
| Страна               | Команда                              |
| -------------------- | ------------------------------------ |
| Турция               | ПТТ (Анкара)                         |
| Румыния              | «Лугож» (Лугож)                      |
| Румыния              | «Рапид» (Бухарест)                   |
| Франция              | «Нант» (Нант)                        |
| Венгрия              | «Фатум-Ньиредьхаза» (Ньиредьхаза)    |
| Италия               | «Реале Мутуа Фенера» (Кьери)         |
| Чехия                | «Простеёв» (Простеёв)                |
| Чехия                | «Острава» (Острава)                  |
| Швейцария            | «Пфеффинген» (Пфеффинген)            |
| Швейцария            | «Канти» (Шаффхаузен)                 |
| Швейцария            | «Дюдинген» (Дюдинген)                |
| Германия             | «Тюринген» (Зуль)                    |
| Бельгия              | «Астерикс-Аво» (Беверен)             |
| Бельгия              | «Чалу» (Шапель-лез-Эрлемон)          |
| Греция               | «Панатинаикос» (Афины)               |
| Греция               | «Арис» (Салоники)                    |
| Греция               | «Тетис Вулас» (Вула)                 |
| Финляндия            | «Хямеэнлинна» (Хямеэнлинна)          |
| Финляндия            | «Виести» (Сало)                      |
| Австрия              | «Стил-Воллейс Линц-Штег» (Линц)      |
| Австрия              | «Нидеростеррайх-Сокол-Пост» (Швехат) |
| Австрия              | «Холдинг» (Грац)                     |
| Австрия              | «Келаг-Вилдкатс» (Клагенфурт)        |
| Сербия               | «Уб» (Уб)                            |
| Сербия               | «Единство» (Стара-Пазова)            |
| Сербия               | ТЕНТ (Обреновац)                     |
| Хорватия             | «Каштела» (Каштел Стари)             |
| Испания              | «Аварка де Менорка» (Сьюдадела)      |
| Польша               | «Легионовия» (Легионово)             |
| Португалия           | «Академия Жозе Морейра» (Порту)      |
| Португалия           | «Кайруш» (Понта-Делгада)             |
| Словакия             | «Славия» (Братислава)                |
| Словакия             | «УКФ Нитра» (Нитра)                  |
| Словакия             | «Пиране» (Брусно)                    |
| Босния и Герцеговина | «Гацко» (Гацко)                      |
| Израиль              | «Маккаби» (Хайфа)                    |
| Израиль              | «Хапоэль» (Кфар-Сава)                |
| Нидерланды           | «Слидрехт Спорт» (Слидрехт)          |
| Нидерланды           | «Аполло-8» (Борне)                   |
| Латвия               | «Ригас ВС/ЛУ» (Рига)                 |
| Литва                | «Каунас-ВДУ» (Каунас)                |
| Дания                | «Хольте» (Хольте)                    |
| Люксембург           | «Вальфер» (Вальферданж)              |
| Норвегия             | «Тромсё» (Тромсё)                    |
| Норвегия             | «Рандаберг» (Рандаберг)              |
| Черногория           | «Галеб» (Бар)                        |
| Черногория           | «Херцег-Нови» (Херцег-Нови)          |
| Азербайджан          | «Азеррейл» (Баку)                    |
| Кипр                 | «Аполлон» (Лимасол)                  |

## Система проведения розыгрыша
В розыгрыше приняли участие 49 команд. На всех стадиях турнира применялась система плей-офф, то есть команды делились на пары и проводили между собой по два матча с разъездами. Победителем пары выходила команда, одержавшая две победы. В случае равенства побед победителем становилась команда, набравшая в рамках двухматчевой серии большее количество очков (за победу 3:0 и 3:1 даётся 3 очка, за победу 3:2 — 2 очка, за поражение 2:3 — 1, за поражение 1:3 и 0:3 очки не начисляются). Если обе команды при этом набрали одинаковое количество очков, то назначался дополнительный («золотой») сет, победивший в котором выходил в следующий раунд соревнований.

## Квалификационный раунд
«Маккаби» (Хайфа) —  «Каунас-ВДУ» (Каунас)
24 ноября. 3:0 (25:17, 25:19, 25:14).
25 ноября. 3:0 (25:16, 25:12, 25:22). Оба матча прошли в Хайфе.
 «Азеррейл» (Баку) —  «Славия» (Братислава)
29 ноября. 3:0 (26:24, 25:14, 25:21).
30 ноября. 3:1 (25:20, 25:19, 19:25, 25:20). Оба матча прошли в Баку.
 «Виести» (Сало) —  «Хапоэль» (Кфар-Сава)
24 ноября. 1:3 (25:22, 16:25, 15:25, 26:28).
30 ноября. 0:3 (11:25, 17:25, 26:28).
 «Келаг-Вилдкатс» (Клагенфурт) —  «Простеёв»
23 ноября. 1:3 (16:25, 16:25, 25:21, 20:25).
1 декабря. 0:3 (22:25, 23:25, 16:25).
 «Нидеростеррайх-Сокол-Пост» (Швехат) —  «Хольте»
23 ноября. 3:0 (25:21, 25:16, 25:21).
29 ноября. 1:3 (24:26, 25:17, 22:25, 25:27). «Золотой» сет — 16:18.
 «Слидрехт Спорт» (Слидрехт) —  «Галеб» (Бар)
23 ноября. 3:0 (25:12, 25:21, 26:24).
30 ноября. 3:0 (25:16, 25:19, 25:20).
 «Реале Мутуа Фенера» (Кьери) —  «Гацко»
23 ноября. 3:0 (25:15, 25:20, 25:16).
30 ноября. 3:0 (25:12, 25:16, 25:13).
 «Тетис Вулас» (Вула) —  «Легионовия» (Легионово)
23 ноября. 3:0 (25:12, 25:17, 25:16).
30 ноября. 0:3 (19:25, 16:25, 20:25). «Золотой» сет — 10:15.
 «Панатинаикос» (Афины) —  «Пфеффинген»
23 ноября. 3:0 (25:15, 25:13, 25:20).
30 ноября. 3:2 (29:31, 25:23, 25:15, 23:25, 15:13).
 «Пиране» (Брусно) —  «Ригас ВС/ЛУ» (Рига)
23 ноября. 0:3 (21:25, 20:25, 19:25).
30 ноября. 2:3 (18:25, 25:22, 26:24, 16:25, 6:15).
 «Уб» —  «Аполлон» (Лимасол)
23 ноября. 3:0 (25:20, 25:16, 25:16).
30 ноября. 3:2 (17:25, 25:22, 25:19, 22:25, 17:15).
 «Академия Жозе Морейра» (Порту) —  «Аполло-8» (Борне)
22 ноября. 3:0 (25:20, 25:17, 25:18).
30 ноября. 0:3 (23:25, 15:25, 20:25). «Золотой» сет — 15:10.
 ТЕНТ (Обреновац) —  «Рапид» (Бухарест)
23 ноября. 0:3 (20:25, 16:25, 29:31).
30 ноября. 0:3 (18:25, 19:25, 20:25).
 «Стил-Воллейс Линц-Штег» (Линц) —  «Вальфер» (Вальферданж)
23 ноября. 3:0 (25:23, 25:21, 25:13).
30 ноября. 3:1 (25:21, 25:17, 21:25, 25:18).
 «Херцег-Нови» —  «Тромсё»
29 ноября. 3:0 (25:9, 25:10, 25:10).
30 ноября. 3:0 (25:10, 25:15, 25:12).
 «Рандаберг» —  «УКФ Нитра»
23 ноября. 3:0 (25:21, 25:17, 25:17).
30 ноября. 3:2 (14:25, 24:26, 25:19, 25:18, 15:10).
 «Дюдинген» —  «Кайруш» (Понта-Делгада)
24 ноября. 1:3 (12:25, 25:27, 25:21, 13:25).
30 ноября. 0:3 (22:25, 25:27, 23:25).
 ПТТ (Анкара) —  «Чалу» (Шапель-лез-Эрлемон)
22 ноября. 3:0 (25:15, 25:17, 25:20).
30 ноября. 3:1 (25:22, 25:12, 20:25, 25:20).
От квалификации освобождены:
| «Холдинг» (Грац) «Тюринген» (Зуль) «Аварка де Менорка» (Сьюдаделла) «Фатум-Ньиредьхаза» (Ньиредьхаза) «Хямеэнлинна» «Нант» «Единство» (Стара-Пазова) | «Канти» (Шаффхаузен) «Каштела» (Стари Каштел) «Острава» «Арис» (Салоники) «Астерикс-Аво» (Беверен) «Лугож» |

## 1/16 финала
«Маккаби» (Хайфа) —  «Холдинг» (Грац)
20 декабря. 3:1 (25:14, 25:19, 23:25, 25:18).
21 декабря. 3:0 (25:18, 25:22, 25:15). Оба матча прошли в Хайфе.
 «Тюринген» (Зуль) —  «Азеррейл» (Баку)
14 декабря. 3:1 (25:15, 23:25, 25:20, 25:16).
15 декабря. 3:0 (25:15, 25:17, 25:9). Оба матча прошли в Зуле.
 «Хапоэль» (Кфар-Сава) —  «Аварка де Менорка» (Сьюдадела)
14 декабря. 2:3 (20:25, 25:23, 18:25, 27:25, 13:15).
21 декабря. 2:3 (25:22, 22:25, 25:21, 23:25, 8:15).
 «Простеёв» —  «Фатум-Ньиредьхаза» (Ньиредьхаза)
21 декабря. 3:2 (19:25, 23:25, 25:19, 25:16, 15:6).
22 декабря. 3:1 (25:22, 31:29, 20:25, 25:22). Оба матча прошли в Простеёве.
 «Хольте» —  «Хямеэнлинна»
13 декабря. 3:0 (25:23, 26:24, 25:19).
21 декабря. 0:3 (19:25, 20:25, 18:25). «Золотой» сет — 15:9.
 «Слидрехт Спорт» (Слидрехт)
Свободен от игр.
 «Реале Мутуа Фенера» (Кьери) —  «Легионовия» (Легионово)
14 декабря. 3:0 (25:14, 25:18, 25:16).
15 декабря. 3:0 (25:12, 25:18, 25:15). Оба матча прошли в Кьери.
 «Панатинаикос» (Афины) —  «Нант»
14 декабря. 3:1 (23:25, 25:18, 25:19, 25:17).
20 декабря. 3:1 (25:16, 25:18, 23:25, 25:19).
 «Ригас ВС/ЛУ» (Рига) —  «Единство» (Стара-Пазова)
14 декабря. 0:3 (19:25, 16:25, 16:25).
21 декабря. 0:3 (1725, 14:25 16:25).
 «Уб» —  «Канти» (Шаффхаузен)
14 декабря. 3:0 (25:20, 25:15, 25:17).
21 декабря. 1:3 (24:26, 18:25, 25618, 22:25). «Золотой» сет — 18:16.
 «Академия Жозе Морейра» (Порту) —  «Каштела» (Стари Каштел)
13 декабря. 3:0 (25:8, 25:18, 25:15).
14 декабря. 3:0 (25:13, 25:10, 25:16). Оба матча прошли в Порту.
 «Рапид» (Бухарест) —  «Острава»
14 декабря. 3:1 (25:9, 18:25, 25:14, 25:12).
21 декабря. 3:0 (25:10, 25:19, 25:11).
 «Стил-Воллейс Линц-Штег» (Линц) —  «Арис» (Салоники)
14 декабря. 2:3 (18:25, 25:14, 18:25, 25:18, 12:15).
15 декабря. 1:3 (17:25, 21:25, 25:15, 22:25). Оба матча прошли в Линце.
 «Херцег-Нови» —  «Астерикс-Аво» (Беверен)
13 декабря. 1:3 (16:25, 19:25, 25:23, 20:25).
21 декабря. 0:3 (19:25, 18:25, 18:25).
 «Рандаберг» —  «Кайруш» (Понта-Делгада)
14 декабря. 0:3 (19:25, 19:25, 19:25).
15 декабря. 0:3 (22:25, 16:25, 12:25). Оба матча прошли в Рандаберге.
 ПТТ (Анкара) —  «Лугож»
14 декабря. 3:2 (15:25, 25:22, 25:11, 14:25, 18:16).
21 декабря. 1:3 (16:25, 18:25, 25:18, 23:25).

## 1/8 финала
«Маккаби» (Хайфа) —  «Тюринген» (Зуль)
11 января. 1:3 (25:21, 15:25, 16:25, 14:25).
18 января. 1:3 (25:19, 8:25, 20:25, 12:25).
 «Аварка де Менорка» (Сьюдадела) —  «Простеёв»
11 января. 3:0 (25:23, 25:23, 25:21).
18 января. 0:3 (14:25, 15:25, 22:25). «Золотой» сет — 13:15.
 «Хольте» —  «Слидрехт Спорт» (Слидрехт)
10 января. 0:3 (22:25, 16:25, 20:25).
18 января. 1:3 (17:25, 15:25, 25:19, 20:25).
 «Реале Мутуа Фенера» (Кьери) —  «Панатинаикос» (Афины)
10 января. 3:0 (25:18, 25:17, 25:22).
18 января. 3:2 (25:14, 20:25, 25:19, 22:25, 15:10).
 «Единство» (Стара-Пазова) —  «Уб»
11 января. 2:3 (25:21, 18:25, 25:12, 24:26, 9:15).
18 января. 3:0 (28:26, 25:18, 25:20).
 «Академия Жозе Морейра» (Порту) —  «Рапид» (Бухарест)
12 января. 3:2 (22:25, 28:26, 25:21, 23:25, 15:10).
18 января. 2:3 (25:21, 25:23, 23:25, 17:25, 12:15). «Золотой» сет — 15:11.
 «Арис» (Салоники) —  «Астерикс-Аво» (Беверен)
11 января. 1:3 (22:25, 25:21, 23:25, 23:25).
18 января. 1:3 (10:25, 14:25, 25:20, 23:25).
 «Кайруш» (Понта-Делгада) —  «Лугож»
12 января. 0:3 (17:25, 21:25, 15:25).
18 января. 0:3 (14:25, 22:25, 26:28).

## Четвертьфинал
«Тюринген» (Зуль) —  «Простеёв»
1 февраля. 3:1 (25:19, 18:25, 25:18, 25:22).
7 февраля. 3:1 (25:19, 25:14, 22:25, 25:20).
 «Слидрехт Спорт» (Слидрехт) —  «Реале Мутуа Фенера» (Кьери)
1 февраля. 0:3 (18:25, 16:25, 18:25).
8 февраля. 1:3 (15:25, 25:22, 21:25, 15:25).
 «Единство» (Стара-Пазова) —  «Академия Жозе Морейра» (Порту)
1 февраля. 3:0 (25:18, 25:23, 27:25).
9 февраля. 2:3 (21:25, 21:25, 25:23, 25:21, 8:15).
 «Астерикс-Аво» (Беверен) —  «Лугож»
1 февраля. 2:3 (24:26, 25:19, 21:25, 25:16, 12:15).
8 февраля. 1:3 (25:21, 23:25, 21:25, 21:25).

## Полуфинал
«Тюринген» (Зуль) —  «Реале Мутуа Фенера» (Кьери)
22 февраля. 0:3 (17:25, 17:25, 17:25).
1 марта. 1:3 (20:25, 15:25, 25:19, 15:25).
 «Единство» (Стара-Пазова) —  «Лугож»
22 февраля. 3:2 (25:21, 21:25, 17:25, 25:16, 15:8).
1 марта. 0:3 (16:25, 16:25, 23:25).

## Финал

### 1-й матч
| 15 марта 2023 | \| «Реале Мутуа Фенера» (Кьери) \| 3:0 cev.eu \| «Лугож» (Лугож) \| \| Элена Казот (15) Алессия Маццаро (4) Кая Гробельна (14) Франческа Виллани (15) Камилла Вайтцель (11) Франческа Бозио (2) Илария Спирито (либеро) Ракеле Морелло Майя Шторк (3) \| Голы \| Таня Грбич Елизавета Самадова-Рубан (12) Вероника Бежандольска (6) Алёна Мартынюк (11) Джорджана Попа (8) Андрея-Мария Джемэнариу (6) Сильвия Попович (либеро) Симина Стрэкинеску (2) Марина-Элена Ангелаке Рамона-Аделина Рус Роксана-Даяна Роман (2) \| | Турин Palazzetto dello Sport Gianni Asti 3970 зрителей |
| Счёт по партиям — 25:15, 28:26, 25:17. Время матча — 1 час 17 минут. Судьи: Тони Ивкович, Глория Соуто Хименес.                                                                | | |
| «Реале Мутуа Фенера» (Кьери) | 3:0 cev.eu | «Лугож» (Лугож) |
| Элена Казот (15) Алессия Маццаро (4) Кая Гробельна (14) Франческа Виллани (15) Камилла Вайтцель (11) Франческа Бозио (2) Илария Спирито (либеро) Ракеле Морелло Майя Шторк (3) | Голы | Таня Грбич Елизавета Самадова-Рубан (12) Вероника Бежандольска (6) Алёна Мартынюк (11) Джорджана Попа (8) Андрея-Мария Джемэнариу (6) Сильвия Попович (либеро) Симина Стрэкинеску (2) Марина-Элена Ангелаке Рамона-Аделина Рус Роксана-Даяна Роман (2) |

### 2-й матч
| 22 марта 2023 | \| «Лугож» (Лугож) \| 0:3 cev.eu \| «Реале Мутуа Фенера» (Кьери) \| \| Таня Грбич (2) Елизавета Самадова-Рубан (6) Вероника Бежандольска (6) Алёна Мартынюк (7) Джорджана Попа (5) Андрея-Мария Джемэнариу (3) Сильвия Попович (либеро) Адриана-Мэдэлина Попа (либеро) Рамона-Аделина Рус (6) Симина Стрэкинеску (2) Марина-Элена Ангелаке (2) Роксана-Даяна Роман (1) \| Голы \| Элена Казот (15) Алессия Маццаро (6) Кая Гробельна (12) Франческа Виллани (7) Камилла Вайтцель (9) Франческа Бозио (1) Илария Спирито (либеро) Майя Шторк (3) Оливия Ружаньски (6) Ракеле Морелло Стелла Нервини Брионн Батлер (1) \| | Тимишоара Sala Constantin Jude 1800 зрителей |
| Счёт по партиям — 21:25, 21:25, 21:25. Время матча — 1 час 25 минут. Судьи: Бурхан Ильхан, Александра Баланджич. | | |
| «Лугож» (Лугож) | 0:3 cev.eu | «Реале Мутуа Фенера» (Кьери) |
| Таня Грбич (2) Елизавета Самадова-Рубан (6) Вероника Бежандольска (6) Алёна Мартынюк (7) Джорджана Попа (5) Андрея-Мария Джемэнариу (3) Сильвия Попович (либеро) Адриана-Мэдэлина Попа (либеро) Рамона-Аделина Рус (6) Симина Стрэкинеску (2) Марина-Элена Ангелаке (2) Роксана-Даяна Роман (1) | Голы | Элена Казот (15) Алессия Маццаро (6) Кая Гробельна (12) Франческа Виллани (7) Камилла Вайтцель (9) Франческа Бозио (1) Илария Спирито (либеро) Майя Шторк (3) Оливия Ружаньски (6) Ракеле Морелло Стелла Нервини Брионн Батлер (1) |

## Призёры
«Реале Мутуа Фенера» (Кьери): Элена Казот, Ракеле Морелло, Оливия Ружаньски, Франческа Бозио, Илария Спирито, Алессия Фини, Стелла Нервини, Кая Гробельна, Франческа Виллани, Брионн Батлер, Майя Шторк, Алессия Маццаро, Фатим-Ясимина Коне, Камилла Вайтцель. Главный тренер — Джулио-Чезаре Бреголи.
  «Лугож» (Лугож): Андрея-Мария Джемэнариу, Симина Стрэкинеску, Елизавета Самадова-Рубан, Сильвия Попович, Вероника Бежандольска, Рамона-Аделина Рус, Таня Грбич, Джорджана Попа, Адриана-Мэдэлина Попа, Роксана-Даяна Роман, Марина-Элена Ангелаке, Алёна Мартынюк. Главный тренер — Углеша Шегрт.